# Бурля (селище)
Бурля (рос. Бурля) — селище Прибайкальського району, Бурятії Росії. Входить до складу Сільського поселення Зирянського.
Населення — 43 особи (2015 рік).